# The Masher
The Masher è un cortometraggio muto del 1910 diretto da Frank Powell.

## Produzione
Il film fu prodotto dalla Biograph Company. Venne girato a Coytesville, nel New Jersey.

## Distribuzione
Distribuito dalla General Film Company, il film - un cortometraggio di 127 metri - uscì nelle sale cinematografiche statunitensi il 13 ottobre 1910. Nelle proiezioni, veniva programmato con il sistema dello split reel, accorpato in un'unica bobina con un altro cortometraggio della Biograph, A Lucky Toothache.